# Max Schäller
Max Schäller (* 2. November 1902 in Schönau; † 11. Juli 1974 in Karl-Marx-Stadt) war ein deutscher Widerstandskämpfer gegen das NS-Regime und SED-Funktionär. Er war Vorsitzender der Bezirksparteikontrollkommission (BPKK) Karl-Marx-Stadt der SED.

## Leben
Schäller, Sohn eines Strumpfwirkers, besuchte eine Fortbildungsschule und arbeitete dann als Hilfsarbeiter und Bohrer. Er trat 1919 der Kommunistischen Jugend bei und war ab 1921 Leiter des KJVD-Unterbezirks Chemnitz und Mitglied der KJVD-Bezirksleitung Erzgebirge/Vogtland. 1926 trat er der KPD bei. Von 1924 bis 1933 war er als Zeitungsfahrer bzw. als Versandleiter bei der Chemnitzer Druck- und Verlagsanstalt „Der Kämpfer“ tätig.
Nach der „Machtergreifung“ der Nationalsozialisten 1933 beteiligte er sich aktiv am Widerstand gegen das NS-Regime. 1939 wurde er verhaftet und zu zwei Jahren und drei Monaten Zuchthaus verurteilt. Er war zunächst in verschiedenen Gefängnissen, dann im KZ Sachsenhausen inhaftiert. 
Nach der Befreiung aus dem KZ 1945 wurde er Vertriebsleiter der Zeitung „Volksstimme“ in Chemnitz und war am Aufbau der sozialistischen Presse beteiligt. 1946 trat er der SED bei und war von 1948 bis 1950 Versandleiter des Zentralen Zeitschriften- und Zeitungsverlages in Chemnitz. 1950/51 war er Instrukteur im Verlag „Sachsendruck“ in Chemnitz. 1951 wurde er zum Vorsitzenden der Kreisparteikontrollkommission der SED in Flöha gewählt. Ab 1952 war er Mitglied bzw. von 1955 bis 1961 Vorsitzender der BPKK Karl-Marx-Stadt der SED sowie Mitglied der SED-Bezirksleitung Karl-Marx-Stadt und ihres Büros. Schäller wurde am 15. Dezember 1961 von einem Plenum der SED-Bezirksleitung Karl-Marx-Stadt im Beisein von Walter Ulbricht und Erich Honecker von seiner Funktion als Vorsitzender und Mitglied der Bezirksparteikontrollkommission entbunden. Mit ihm wurden vier weitere Funktionäre wegen „Verletzung der Leninschen Normen“ abgelöst. Von 1962 bis 1965 wirkte er als Kaderleiter im VEB Schraubenwerk Karl-Marx-Stadt.

## Auszeichnungen und Ehrungen
- Medaille für Kämpfer gegen den Faschismus 1933 bis 1945 (1958)
- Vaterländischer Verdienstorden in Silber (1958)
- Nach ihm ist in Chemnitz-Morgenleite (Wohngebiet Fritz Heckert) die Max-Schäller-Straße benannt.